# David L. Genuth
David Leib Genuth (n. 12 aprilie 1901, Vișeu de Sus, România – d. 23 februarie 1974, Shaker Heights⁠(d), Ohio, SUA) a fost o figură importantă în iudaismul ortodox american, fiind rabin în Cleveland pe o perioadă mai mare de 40 de ani. Acesta s-a născut într-o familie evreiască din Vișeu de Sus și a emigrat în SUA în 1922.